# Куюк Ерыкса
Куюк Ерыкса — село в Мамадышском районе Татарстана. Входит в состав Куюк-Ерыксинского сельского поселения.

## География
Находится в центральной части Татарстана, в 20 км к северу от районного центра — города Мамадыша, у речки Кумазанка.

## История
Известно с 1680 года. 
В XVIII – первой половине XIX века жители относились к сословию государственных крестьян. Их основные занятия в этот период – земледелие и скотоводство.
В «Списке населенных мест по сведениям 1859 года», изданном в 1866 году, населённый пункт упомянут как казённая деревня Куюк-Ерыкса 2-го стана Мамадышского уезда Казанской губернии. Располагалась при речке Ерыкле, на Кукморском торговом тракте, в 18 верстах от уездного города Мамадыша и в 25 верстах от становой квартиры в казённой деревне Ахманова (Ишкеево). В деревне, в 89 дворах жили 586 человек (294 мужчины и 292 женщины), была мечеть.
В начале XX века в селе действовали мечеть, 5 мелочных лавок. В этот период земельный надел сельской общины составлял 975,9 десятины.
До 1920 года село входило в Старо-Кумызанскую волость Мамадышского уезда Казанской губернии. С 1920 года в составе Мамадышского кантона ТАССР. С 10 августа 1930 года в Мамадышском районе.
В 1925 году в селе создано мелиоративное товарищество «Куюк-Ерыксинское», в 1930 – колхоз «Марс». В 1997 году колхоз села реорганизован в коллективное предприятие, в 2001 – в сельскохозяйственный производственный кооператив, ассоциацию сельскохозяйственных кооперативов, в 2002 – в агрофирму. В 2015 году хозяйство перешло индивидуальному предпринимателю.

## Население
| 1782 | 1859 | 1897 | 1908 | 1920 | 1926 | 1938 | 1949 | 1958 | 1970 | 1979 | 1989 | 2002 | 2010 | 2017 |
| ---- | ---- | ---- | ---- | ---- | ---- | ---- | ---- | ---- | ---- | ---- | ---- | ---- | ---- | ---- |
| 94   | 586  | 957  | 1170 | 1079 | 992  | 1038 | 598  | 790  | 925  | 842  | 651  | 630  | 592  | 306  |

Национальный состав села — татары.

## Инфраструктура
В селе действуют дом культуры (с 1982 г.), библиотека (с 1927 г.), детский сад (с 1974 г.), медпункт (с 1991 г.).

## Религия
Мечеть «Мухарлям» (с 1995 г.).

## Известные люди
- М. Х. Мустафин (1932–2007) – режиссер, заслуженный деятель искусств ТАССР, главный режиссер Мензелинского татарского драматического театра (в 1966–1982 гг.), кавалер ордена «Знак Почета»